# Aphaereta confusa
Aphaereta confusa är en stekelart som beskrevs av Robert A.Wharton 1994. Aphaereta confusa ingår i släktet Aphaereta och familjen bracksteklar. Inga underarter finns listade i Catalogue of Life.